# Greatest Works of Art (album)
Albums de Jay Chou
Bedtime Stories
(2016)
Greatest Works of Art (最偉大的作品 ) est le quinzième album studio de l'auteur-compositeur-interprète taïwanais Jay Chou, sorti le 15 juillet 2022 chez JVR Music. 
Avec plus de 200 000 exemplaires au cours de sa première semaine de sortie à Taïwan et c'est devenu l'album le plus vendu du pays en 2022. Il a également atteint la première place des classements d'albums de Hong Kong et le top 40 en Australie et en Nouvelle-Zélande. Il s'agit de l'album le plus vendu au monde en 2022 en termes de ventes pures et détient le record des ventes les plus élevées la première semaine, avec cinq millions d'exemplaires vendus lors de sa sortie en Chine en juillet 2022.

## Liste des chansons
| 1.    | Intro                                                               | 0:29 |
| 2.    | Greatest Works of Art (最偉大的作品 - Zuì wěidà de zuòpǐn)          | 4:04 |
| 3.    | Still Wandering (還在流浪 - Hái zài liúlàng)                        | 4:25 |
| 4.    | Won't Cry (說好不哭 - Shuō hǎobù kū, avec Ashin)                    | 3:40 |
| 5.    | Cold Hearted (紅顏如霜 - Hóngyán rú shuāng)                         | 4:17 |
| 6.    | If You Don't Love Me, It's Fine (不愛我就拉倒 - Bù ài wǒ jiù lādǎo) | 4:06 |
| 7.    | Mojito                                                              | 3:05 |
| 8.    | Missed Firework (錯過的煙火 - Cuòguò de yānhuǒ)                     | 4:17 |
| 9.    | Waiting for You (等你下課 - Děng nǐ xiàkè, avec Gary Yang)          | 4:30 |
| 10.   | Pink Ocean (粉色海洋 - Fěnsè hǎiyáng)                               | 3:06 |
| 11.   | Reflection (倒影 - Daoying)                                         | 3:54 |
| 12.   | I Truly Believe (我是如此相信 - Wǒ shì rúcǐ xiāngxìn)               | 4:25 |
| 44:18 |                                                                     |      |